# Natten er ung
|  | Denne artikel er oprettet af botten PalnaBot ud fra en ekstern database. Den kan derfor have sproglige fejl eller mangler. Denne skabelon kan fjernes efter kontrol af indholdet. |

Natten er ung er en kortfilm fra 2014 instrueret af Niels Holstein Kaa efter manuskript af Gitte Van Le, Ib Kastrup.

## Handling
Da den ensomme og kejtede Elliott bliver lokket med på en vild bytur af kollegaerne Magnus og Alex, bliver hans tvivlsomme score-evner over for det modsatte køn sat på en alvorlig prøve. Men kampen for at score kan ikke måle sig med kampen mod hans eget selvværd, og Elliotts bytur udvikler sig til en rejse ind i ham selv og hans psykes mørke og lyse facetter.